# Torrent de les Gavinetes

El Torrent de les Gavinetes, respecte del terme de Granera

El torrent de les Gavinetes és un torrent del terme municipal de Granera, al Moianès.
Està situat a prop de l'extrem oriental del terme, molt a prop del límit amb Castellterçol. Es forma a les Gavinetes, a una certa distància a llevant de la masia de Puigdomènec, des d'on davalla cap al nord i en un breu recorregut s'ajunta amb el torrent de les Sorreres per formar el torrent del Sot del Calbó al sud-est i dessota de la masia del Carner.